# Namanereis stocki
Namanereis stocki är en ringmaskart som beskrevs av Glasby 1999. Namanereis stocki ingår i släktet Namanereis och familjen Nereididae. Inga underarter finns listade i Catalogue of Life.